# Ouled Saïd L'Oued
Oulad Said L Oued (franska: Oulad Said L Oued (CR), Oulad Said L Oued (Commune Rurale), arabiska: أولاد يوسف) är en kommun i Marocko.   Den ligger i provinsen Béni Mellal och regionen Béni Mellal-Khénifra, i den nordöstra delen av landet, 160 km söder om huvudstaden Rabat. Antalet invånare är 13 618.